# Карпатский пескарь
Карпатский пескарь (лат. Gobio carpathicus) — вид лучепёрых рыб из семейства карповых. Промышленного значения не имеет, служит объектом любительского лова.

## Описание
Длина тела до 13 см, масса до 45—50 г. Продолжительность жизни около 5 лет. Тело удлиненное, довольно толстое и высокое. Тело покрыто крупной чешуей, которая на брюхе доходит только до задних концов основ грудных плавников (грудь и горло полностью голые). Хвостовой стебель сжат с боков, относительно короткий, его высота больше толщины на уровне последнего луча анального плавника. Голова массивная, лоб широкий. Глаза маленькие. Усики доходят до или заходят за середину глаза, у некоторых особей усики не доходят до края глаза. Анальное отверстие находится ближе к анальному плавнику, чем к брюшным. Общий фон окраски тёмный, серовато-серебристый с голубым или зелёным отливом, выше боковой линии тёмный и светлый на нижней стороне тела и почти белый на брюхе. На спине бывает до 7—10 слабо выраженных маленьких пятен на боках вдоль боковой линии (обычно 8—11), часто и больше, закругленных тёмных пятен, которые иногда частично сливаются в полосу. Спинной, хвостовой и грудные плавники серые с поперечными рядами тёмных точек, остальные плавники бесцветные. Во время размножения окраска самцов темнеет, мелкие беловатые роговые бугорки покрывают верхнюю и боковые поверхности головы, иногда и верхнюю поверхность передней части туловища.

## Ареал
Карпатский пескарь распространён в бассейне Дуная.

## Биология
Пресноводная речная донная стайная рыба. Обитает в чистых, хорошо аэрированных водах рек и водохранилищ полугорного и горного типа. Обычно не поднимается выше 200—300 м над уровнем моря. Держится укромных мест прибрежной зоны стремительных потоков и рек с быстрым течением, находя себе укрытие среди больших камней, затопленных деревьев, под подмытыми берегами и тому подобному. Половой зрелости достигает на 2—3 году жизни. Размножение длится с конца апреля до конца июня-начале июля. Плодовитость до 12 тысяч икринок. Нерест порционный, происходит на прогретых мелководьях (на глубинах 20—40 см) при температуре воды +13 °С и более. Икра клейкая, откладывается на мелкие камни, гальку, плотный песок, иногда и на растения. Молодь питается планктоном и бентосом, взрослые рыбы питаются бентосом (черви, личинки насекомых, низшие ракообразные и так далее), а также икру и молодь других рыб, частично детрит и растительность.